# Šćenica Ljubomir
Pour les articles homonymes, voir Ljubomir.
Šćenica Ljubomir (en serbe cyrillique : Шћеница Љубомир) est un village de Bosnie-Herzégovine. Il est situé sur le territoire de la ville de Trebinje et dans la république serbe de Bosnie. Selon les premiers résultats du recensement bosnien de 2013, il ne compte plus aucun habitant.

## Géographie
Le village est entouré par les localités suivantes :
|                     | Morče            |        |
| Ždrijelovići Ugarci | Šćenica Ljubomir | Vlaška |
|                     | Ugarci Vlaška    |        |

## Démographie

### Évolution historique de la population dans la localité
| 1948 | 1953 | 1961 | 1971 | 1981 | 1991 | 2013 |
| ---- | ---- | ---- | ---- | ---- | ---- | ---- |
| -    | -    | 93   | 64   | 44   | 18   | 0    |

|  |